# أجيسيبوليس الثاني
أجيسيبوليس الثاني (باليونانية:Κλεόμβροτος Α΄) هو أبن كليومبروتوس الأول، والملك الثالث والعشرون لأسبرطة من سلالة أجيداي، وأخ كليومينس الثاني الذي سيخلف الحكم من بعده.

## وصلات خارجية
- قاموس السيرة والأساطير اليونانية والرومانية (بالإنجليزية)